# Santuario Ujigami
El Santuario Ujigami (宇治上神社 ujigami jinja?) es a santuario sintoísta de la ciudad nipona de Uji (en la Prefectura de Kioto, Japón) y que pertenece al conjunto de Monumentos históricos de la antigua Kioto, sitios considerados Patrimonio de la Humanidad por la Unesco.

## Historia
Gracias a la Dendrocronología, el Santuario Ujigami ha sido localizado como el Santuario sintoísta original más antiguo que actualmente existe en Japón, habiendo sido construido alrededor del 1060, y se supone que está en estrecha relación con el Byōdō-in. En 1994 fue registrado parte del conjunto de "Monumentos históricos de la antigua Kioto" declarados Patrimonio de la Humanidad por la Unesco en el año 1994. The honden and haiden han sido designados por la Agencia japonesa de Asuntos Culturales como Tesoro Nacional de Japón.